# Shehan Karunatilaka
Shehan Karunatilaka (nacido en 1975) es un escritor de Sri Lanka. Su novela debut de 2010 Chinaman: The Legend of Pradeep Mathew ganó el Premio de la Commonwealth, el Premio DSC, el Premio Gratiaen, y Wisden lo nombró el segundo mejor libro de cricket de todos los tiempos. Su segunda novela Las siete lunas de Maali Almeida (The Seven Moons of Maali Almeida) ganó el Premio Booker 2022.

## Biografía
Shehan Karunatilaka nació en 1975 en Galle, al sur de Sri Lanka. Creció en Colombo, estudió en Nueva Zelanda y ha vivido y trabajado en Londres, Ámsterdam y Singapur.
Antes de publicar su primera novela en 2010, trabajó en publicidad en McCann, Iris y BBDO, también ha escrito reportajes para The Guardian, Newsweek, Rolling Stone, GQ, National Geographic, Conde Nast, Wisden, The Cricketer y Economic Times. Ha tocado el bajo con las bandas de rock de Sri Lanka Independent Square y Powercut Circus y la Brass Monkey Band.
Fue educado en la Escuela Preparatoria S. Thomas, Kollupitiya, Sri Lanka, y luego en Nueva Zelanda en la Escuela Colegiada Whanganui y la Universidad Massey. Se graduó en literatura inglesa, en contra del deseo de su familia de que estudiara administración de empresas.

## Novelas
El primer manuscrito de Karunatilaka, El pintor, fue preseleccionado para el Premio Gratiaen en 2000, pero nunca se publicó.

### Chinaman(2010)
Su primera novela, Chinaman: The Legend of Pradeep Mathew (autopublicada en 2010), utiliza el cricket como un medio para escribir sobre la historia de Sri Lanka.  Cuenta la historia de la búsqueda por parte de un periodista alcohólico para localizar a un jugador de críquet de Sri Lanka desaparecido en la década de 1980.

#### Trama
Descrita como "en parte tragedia, en parte comedia, en parte misterio y en parte memorias de borracho", Chinaman se desarrolla en Sri Lanka en 1999, recién después de una victoria en la copa del mundo y en medio de una guerra civil que continuará por otra década. La mayor parte de la acción tiene lugar "en las calles de Colombo, en los partidos de cricket, en casas extrañas y en bares poco fiables".
El narrador de la historia es el periodista deportivo jubilado WG Karunasena, quien a sus 64 años ha hecho poco más que beber arak y ver los partidos de cricket de Sri Lanka. Cuando los médicos le informan de sus problemas hepáticos, Karunasena decide localizar a la cosa más grande que jamás haya visto, Pradeep Mathew, un jugar de cricket muy reconocido de Sri Lanka a fines de la década de 1980.

#### Premios
El libro fue aclamado por la crítica y ganó muchos premios. El 21 de mayo de 2012, Chinaman fue anunciado como el ganador regional del Premio del Libro de la Commonwealth de Asia  y ganó el Premio del Libro de la Commonwealth general anunciado el 8 de junio, cuando la presidenta del jurado Margaret Busby dijo: "Esta lectura fabulosamente agradable te mantendrá entretenido y apoyando al protagonista hasta el final, mientras te entrega verdades sorprendentes sobre el cricket y Sri Lanka". Chinaman también ganó el Premio DSC 2012 de Literatura del Sur de Asia y el Premio Gratiaen 2008. Publicado con gran éxito en la India y el Reino Unido, el libro fue uno de los Waterstones 11 seleccionados por la librería británica Waterstones como uno de los mejores debuts de 2011 y también fue preseleccionado para el Premio de Primera Novela Shakti Bhatt.
En 2015, se publicó una traducción al cingalés de Dileepa Abeysekara como Chinaman: Pradeep Mathewge Cricket Pravadaya.
En abril de 2019, Wisden votó la novela entre los mejores libros de cricket de la historia.

### Las siete lunas de Maali Almeida(2022)
Karunatilaka escribió su segunda novela en varias versiones con diferentes títulos. Cuando el primer borrador fue preseleccionado para el Premio Gratiaen en 2015, se tituló Devil Dance.  Fue publicado originalmente en el subcontinente indio como Chats with the Dead en 2020 por Penguin India. Karunatilaka luchó por encontrar un editor internacional para la novela porque la mayoría consideró que la política de Sri Lanka era "esotérica y confusa" y muchos sintieron que "la mitología y la construcción del mundo eran impenetrables y difíciles para los lectores occidentales". La editorial británica independiente Sort of Books acordó publicar la novela después de editarla para "hacerla familiar a los lectores occidentales". Karunatilaka revisó el trabajo durante dos años debido a que su publicación se retrasó por la pandemia de COVID-19. Karunatilaka dijo: "Diría que es el mismo libro, pero se beneficia de dos años de ajuste y es mucho más accesible. Es un poco confuso tener el mismo libro con dos títulos diferentes, pero creo que la jugada final es que Las siete lunas de Maali Almeida se convertirá en el título y el texto definitivos".  Publicado en agosto de 2022 por Sort of Books, Las siete lunas de Maali Almeida ganó el Premio Booker 2022, anunciado en una ceremonia en The Roundhouse en Londres el 17 de octubre de 2022. Los jueces dijeron que la novela "desborda energía, imágenes e ideas frente a una visión amplia y surrealista de las guerras civiles de Sri Lanka. Astuto, furiosamente cómico."  La reseña de Charlie Connelly en The New European caracterizó la novela como "en parte historia de fantasmas, en parte novela policíaca, en parte sátira política ... un libro maravilloso sobre Sri Lanka, la amistad, el dolor y el más allá".

#### Trama
Con el telón de fondo de la guerra civil, la historia narra los desafíos y dilemas éticos de un fotógrafo de guerra encargado de resolver su propio misterio de asesinato. Es la historia de un fantasma atrapado que navega por el más allá y acepta su vida, su trabajo, sus relaciones y su muerte.
Estructurada como una novela policíaca, la historia sigue al fotógrafo de guerra renegado Maali Almeida, quien tiene la tarea de resolver su propio asesinato. Envuelto en trámites burocráticos, recuerdos de la guerra, sus propios dilemas éticos y su incómoda relación con su madre, su novia oficial y su novio secreto, Maali es interrumpido constantemente por los muertos demasiado parlanchines que vienen del más allá, mientras lucha por desentrañar su propia muerte.
El autor ambienta el libro en 1989, ya que fue cuando "Los Tigres, el ejército, las fuerzas de paz indias, los terroristas del JVP y los escuadrones de la muerte del estado se estaban matando entre sí a un ritmo prolífico". Una época de toques de queda, bombas, asesinatos, secuestros y fosas comunes le pareció al autor “un escenario perfecto para una historia de fantasmas, una novela policiaca o un thriller de espías. O las tres cosas".

### Libros para niños
Inicialmente concebida como una historia para su hijo, Por favor, no pongas eso en tu boca (2019) marcó la primera colaboración formal entre Shehan y su hermano, el artista  e ilustrador, Lalith Karunatilaka, aunque Lalith había esbozado los diagramas de bolas de Chinaman y la portada de Charlas Con Los Muertos.
En declaraciones a LiveMint, el autor comentó: "He experimentado muchos momentos traumáticos en los que los niños pequeños comían cosas peligrosas. Una vez, mi hija confundió un pincel húmedo con un helado y comenzó a lamerlo. Se sabe que mi hijo recoge insectos muertos y los mastica. Tenía la intención de escribir un cuento con moraleja, pero la tontería lo superó".

## Influencias
En 2013, hablando con The Nation, Karunatilaka describió sus influencias como: "Kurt Vonnegut, William Goldman, Salman Rushdie, Michael Ondaatje, Agatha Christie, Stephen King, Neil Gaiman, Tom Robbins y algunos cientos más".
También ha escrito y hablado sobre su obsesión de toda la vida con la banda de rock The Police.

## Proyectos futuros
Karunatilaka actualmente está trabajando en dos libros para niños, una colección de cuentos y espera comenzar una novela que "con suerte no tomará 10 años".